# Polarisatiemicroscoop
Een polarisatiemicroscoop is een microscoop waarbij het object in de lichtweg tussen twee polarisatiefilters ligt. Het wordt dus beschenen of doorstraald met gepolariseerd licht. In het optische systeem van de microscoop is een draaibaar polarisatiefilter opgenomen. Als het object zelf de polarisatierichting van het licht draait kan dit door de microscopist worden waargenomen. Zet hij de beide polarisatiefilters onderling in gekruiste toestand, dan zal er normaal geen licht meer van de lichtbron worden doorgelaten behalve als het object zelf ook optisch actief is, dan zal het duidelijk oplichten, soms in opvallende regenboogkleuren. De polarisatiemicroscoop is vooral van belang bij het onderscheiden van verschillende kristallen en mineralen.